# Tango (bier)
Tango is een Algerijns biermerk dat gebrouwen wordt door brouwerij Tango in Algiers. De brouwerij werd in 2008 overgenomen van de Mehri Group door Heineken. Het is een van de bekendste Algerijnse biermerken.

## Varianten[3]
- Tango Blond, blonde lager met een alcoholpercentage van 4,8%
- Tango Gold, blonde lager met een alcoholpercentage van 5,2%
- Tango Sans Alcool, blond alcoholarm bier